# Ramón Juan Costa
Blahoslavený Ramón Juan Costa, řeholním jménem Honorio (Honorius) z Orihuely (23. listopadu 1888, Orihuela – 30. listopadu 1936, Elche), byl španělský římskokatolický kněz, řeholník Řádu menších bratří kapucínů a mučedník.

## Život
Narodil se 23. listopadu 1888 v Orihuele. Jako dítě sloužil jako ministrant.
Vstoupil ke kapucínům v Totaně. Dne 19. prosince 1905 přijal hábit a jméno Honorio. Dne 22. prosince 1906 složil své řeholní sliby a 6. června 1914 byl po studiu teologie a filosofie vysvěcen na kněze. Roku 1923 byl předělen do kláštera v Castellónu. Byl vynikajícím zpovědníkem a sloužil nemocným a umírajícím.
Když roku 1936 vypukla Španělská občanská válka a protikatolické pronásledování, Honorio odešel ke svým rodičům do Orihuely. Dne 13. listopadu byl zatčen a 30. listopadu po fyzickém mučení byl odveden na hřbitov Elebe, kde byl s dalšími kněžími zastřelen.

## Proces blahořečení
Proces jeho blahořečení byl zahájen roku 1954 v arcidiecézi Madrid spolu s dalšími jedenatřiceti spolubratry kapucíny.
Dne 27. března 2013 uznal papež František jejich mučednictví. Blahořečeni byli 13. října 2013 ve skupině 522 španělských mučedníků.